# سیارک ۷۲۹

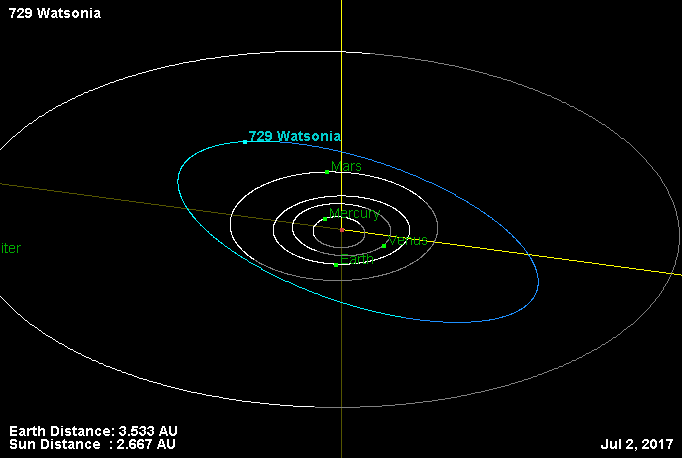
نمایی از محل قرارگیری سیارک ۷۲۹ در مدار – ۲۰۱۷

سیارک ۷۲۹ (به انگلیسی: 729 Watsonia، نامگذاری:1912OD) هفتصد و بیست و نهمین سیارک کشف شده‌است که در ۹ فوریه ۱۹۱۲ کشف شد.
قدر مطلق سیارک برابر ۹٫۳۱ است.